# Zoran Smiljanić

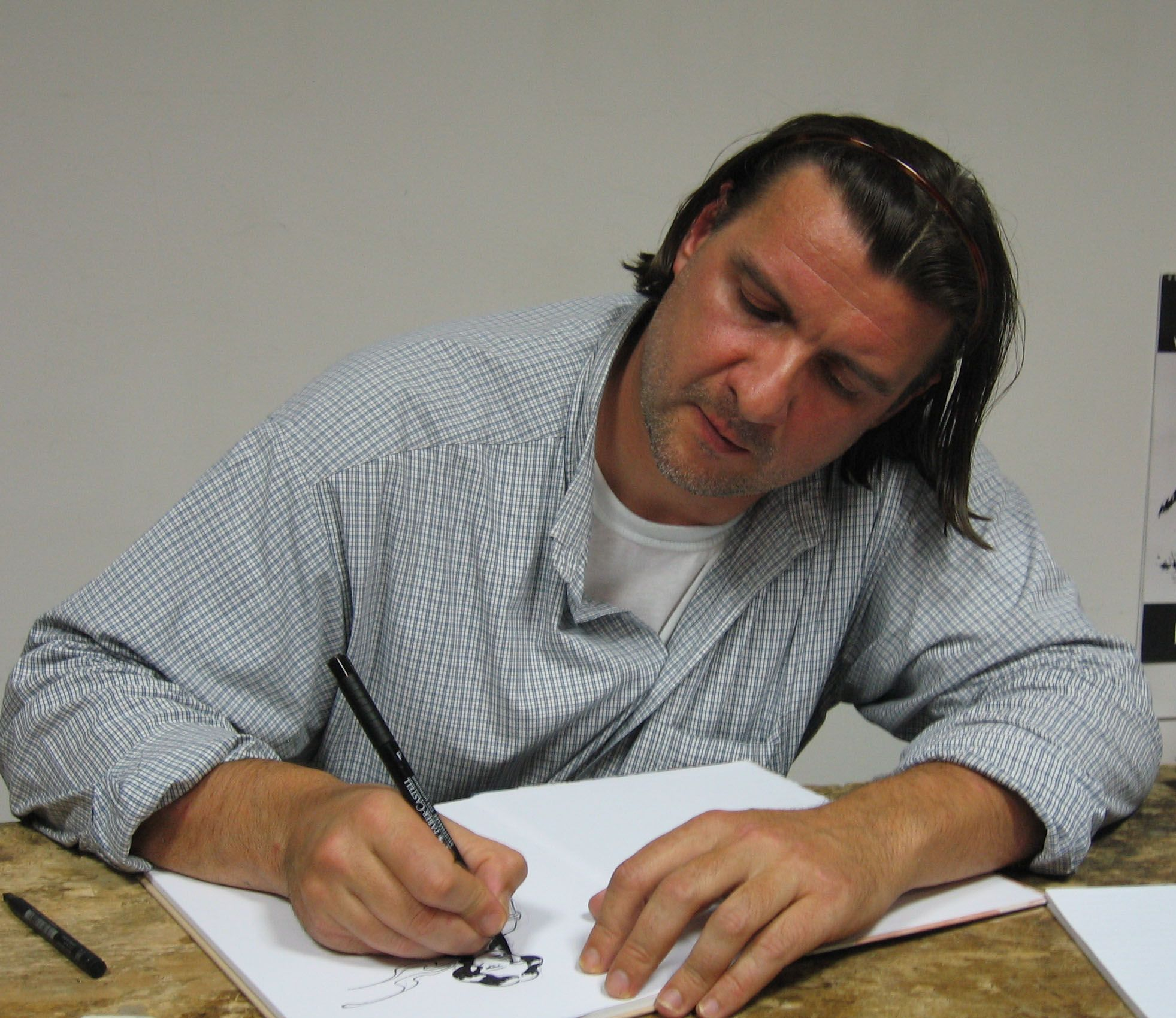
Zoran Smiljanić (2008)

Zoran Smiljanić (* 15. Januar 1961 in Postojna, Jugoslawien) ist ein slowenischer Illustrator, Comicautor, Karikaturist, Grafiker, Szenarist und Publizist.

## Leben und Werk
Zoran Smiljanić absolvierte die Mittelschule für graphische Gestaltung in Ljubljana und studierte ebendort an der Pädagogischen Akademie. Bereits sein erster veröffentlichter Comic-Strip, Folk Against Rock (1981), über den Aufstieg des Turbo-Folk zeigt ihn als kritischen und engagierten Autor. Sein Comic Hiša Metoda Trobca (1983, „Das Haus des Metod Trobec“) verschneidet die Geschichte eines slowenischen Serienmörders und Triebtäters mit der fiktiven Geschichte zweier Nazis und wurde über Slowenien hinaus rezipiert (die serbische Übersetzung erschien 1985 in Belgrad). Der „Partisanenwestern“ 1945, der 1986 in der Studentenzeitschrift Katedra erschien und dessen Hauptfiguren drei Tschetniks sind, die sich nach Kriegsende in den Westen durchzuschlagen versuchen und unterwegs „noch ein paar Wagenladungen Partisanen töten“, wurde von offizieller Seite als völlig unangemessen kritisiert, was Smiljanić veranlasste, fortan unter dem Pseudonym Vittorio de la Croce zu publizieren. Aufsehen erregte Smiljanić auch als Gestalter von Plakaten, die zum Teil den Unwillen der zentralen Behörden in Belgrad erregten.
In der Zeitschrift Mladina veröffentlichte Smiljanić (teilweise mit dem Co-Szenaristen Marijan Pušavec) zwischen 1987 und 1991 das Serial Hardfuckers, das die Vorgänge um die Unabhängigkeitsbestrebungen Sloweniens unter die Lupe nahm und den Plot jeweils ins folgende Jahr projizierte. Die letztendlich mehr als 200 Seiten umfassende Trilogie erschien 1999 als Album und wurde 2011 neu aufgelegt. Der nostalgische Comic 1991, „eine Ode an den kleinen Mann, der an Brüderlichkeit und Einheit glaubte“ und der 1992 in Fortsetzungen in Mladina erschien, handelt von einem Soldaten der Jugoslawischen Volksarmee, der den Rückzug aus Slowenien verschlafen hat. Hauptfigur des wieder zur Zeit des Zweiten Weltkriegs angesiedelten actionreichen Comics 1943 (1995–1996) ist ein slowenischer Schieber und Kriegsprofiteur, der mit allen Seiten kollaboriert und mit seiner Bande in Manier von Sam Peckinpahs The Wild Bunch seinen privaten Krieg führt. Zwischen 1993 und 1998 entstand das Serial Družinske zgodbe („Familiengeschichten“), das 2000 als Album erschien und laut Iztok Sitar eine Verbeugung vor Alfred Hitchcock darstellt.
Zusammen mit Marijan Pušavec schuf Smiljanić 2006–2016 die fünf Alben umfassende monumentale Graphic novel Meksikajnarji (deutsche Übersetzung Die Mexikaner, aus dem Slowenischen von Erwin Köstler, ab 2018), die die Ereignisse in Mexiko 1864–1867 behandelt, indem sie parallel die Geschichten des Kaisers Maximilian I. von Mexiko und die des gescheiterten Studenten Anton Brus erzählt, eines slowenischen Desperados, der sich für die kaiserliche Armee als Freiwilliger rekrutieren lässt. Die in aufwändiger Technik (Tempera/Aquarell und Farbstift/Tusche) gezeichnete Geschichte verschneidet Elemente des historischen und des Abenteuergenres und beruht auf umfangreichen Recherchen, sowohl, was die in den Zeichnungen wiedergegebenen Details (Lokalitäten, Uniformen, technische Details usw.) als auch, was die im Szenario wiedergegebenen historischen Realien betrifft.
In den Comics von Zoran Smiljanić zeigt sich durchwegs eine starke Affinität zum Film, die in der Gestaltung der Panels (Zoom-Effekte, Suspense, filmische Zitate) zum Ausdruck kommt. Die Affinität des Zeichners zum Kino äußert sich auch in Filmbesprechungen, Artikeln und Büchern, die Smiljanić als profunden Kenner ausweisen. Er war selbst u. a. als Schreiber von Storyboards und als Darsteller an diversen Filmproduktionen beteiligt.
Anlässlich des 70. Jahrestages des Kriegsendes 1945 veröffentlichte Smiljanić zusammen mit dem Szenaristen Blaž Vurnik das Album Spomini in sanje Kristine B. Ljubljana 1941–1945 („Die Erinnerungen und Träume der Kristina B. Ljubljana 1941–1945“), in dem das Aufwachsen der (fiktiven) Kristine Babnik zur Zeit der Okkupation Ljubljanas behandelt wird. Zusammen mit Marijan Pušavec gestaltete er die Graphic Novel Zadnji let Tonija Mrlaka (2017, „Der letzte Flug des Toni Mrlak“), die den zehntägigen militärischen Konflikt nach der Unabhängigkeitserklärung Sloweniens im Sommer 1991 thematisiert. In Zusammenarbeit mit Blaž Vurnik entstand anlässlich des 100. Todestages des slowenischen Klassikers der Moderne, Ivan Cankar, das Album Ivan Cankar. Podobe iz življenja („Ivan Cankar. Bilder aus dem Leben“), eine mit Text und Briefzitaten angereicherte Biografie des Autors.
Zoran Smiljanić gehört zur sogenannten Dritten Generation slowenischer Comicautoren, die, geprägt von der Ästhetik des Underground, ab 1987 in der kritischen Zeitschrift Mladina um den Redakteur und Journalisten Ivo Štandeker publizierten. Ihre Arbeit ist geprägt von politischem Engagement und raffinierter Provokation, anschaulicher Darstellung von physischer Gewalt und ungezügelter Sexualität. Smiljanić, bei dem sich aktuelles politisches Engagement mit einem ausgeprägt epischen Zugang zu (zeit)historischen Themen verbindet, veröffentlichte allein in Mladina etwa 800 Panels, gestaltete daneben an die 20 Titelseiten und steuerte zahlreiche Illustrationen bei. Er gehört zu den produktivsten und angesehensten Zeichnern und Szenaristen in Slowenien.

## Publikationen

### Comics, Graphic novels (Auswahl)
- Folk against rock. Glasilo KLG, 1981.
- Slava vojvodine Kranjske. Glasilo KLG, 1982.
- Hiša Metoda Trobca. Glasilo KLG, 1983.
- Balada o treh baletkah in dveh vojakih. Glasilo KLG, 1984.
- 1945. Katedra, 1986–1987.
- Hardfuckers 1–3. Mladina, 1987–1991.
- 1991; Zadnja vojna. Mladina, 1992.
- Družinske zgodbe: Mladina, 1993–1998.
- 1943. Mladina, 1995–1996.
- Zadnja vojna. Mladina, 1999.
- Meksikajnarji 1–5. Miramar. Ljubljana: Umco, 2005–2016. (Zusammen mit Marijan Pušavec.)
- Hardfuckers. Ljubljana: Buch, 2011.
- Tomaž Lavrič (Hg.): Slovenski klasiki v stripu. Ljubljana: Mladina & Forum, 2011.
- Družinske zgodbe. Ljubljana: Buch, 2012.
- Izhod, promocijski strip za film. Ljubljana: Influenza d.o.o. / Influenz Pictures, 2013.
- Idila, promocijski strip za film. Ljubljana: Blade Production, 2015.
- Spomini in sanje Kristine B. Ljubljana 1941–1945 (Zusammen mit Blaž Vurnik.). Ljubljana: Muzej in galerije mesta Ljubljane, 2015.
- Memories and dreams of Kristina B. Ljubljana 1941–1945. Ljubljana: Muzej in galerije mesta Ljubljana, 2015.
- Zadnji let Tonija Mrlaka. Mladina, 2017. (Zusammen mit Marijan Pušavec.)
- Zadnji let Tonija Mrlaka. Ljubljana: Buch, 2017. (Zusammen mit Marijan Pušavec)
- Ivan Cankar. Podobe iz življenja. (Zusammen mit Blaž Vurnik.) Ljubljana: Forum in Muzej in galerije mesta Ljubljane, 2018.

### Comics, Graphic novels (Deutsch)
- Die Mexikaner. 1. Miramare. Zusammen mit Marijan Pušavec. Aus dem Slowenischen von Erwin Köstler. Wien: Bahoe books 2018, ISBN 9783903022928
- Die Mexikaner. 2. Laibach. Zusammen mit Marijan Pušavec. Aus dem Slowenischen von Erwin Köstler. Wien: Bahoe books 2019, ISBN 9783903022966
- Die Mexikaner. 3. Mexiko. Zusammen mit Marijan Pušavec. Aus dem Slowenischen von Erwin Köstler. Wien: Bahoe books 2019
- Die Mexikaner. 4. Sierra Madre. Aus dem Slowenischen von Erwin Köstler. Wien: Bahoe books, 2020. (5-bändige Graphic Novel) ISBN 978-3-903290-29-7
- Die Mexikaner. 5. Querétaro. Aus dem Slowenischen von Erwin Köstler. Wien: Bahoe Books, 2021. (5-bändige Graphic Novel) ISBN 978-3-903290-52-5

### Bücher
- Let's go! Why not? Divji filmi in divje življenje Sama Peckinpaha. (Zusammen mit Marcel Štefančič jr.) Ljubljana: Fun, 1998.
- Spider-man ali stripovski junaki na filmskem platnu. Ljubljana: Umco, 2002.